# Воробьёв, Алексей Борисович
Алексей Борисович Воробьёв (род. 24 июня 1978, Горький) — российский хоккеист, нападающий.

## Биография
Воспитанник горьковского «Торпедо», в этом клубе провёл 12 сезонов (1994/95 — 2005/06). Также играл за «Саров» (2004/05, 2009/10 — 2011/12), «Нефтяник» Альметьевск (2006/07, 2008/09), «Амур» (2007/08), «Саров» (2009/10 — 2011/12), «Ермак» (2012/13).